# Mark Souder
Mark Edward Souder, född 18 juli 1950 i Fort Wayne, Indiana, död 26 september 2022, var en amerikansk republikansk politiker. Han var ledamot av USA:s representanthus 1995–2010.
Souder gick i skola i Leo High School i Leo. Han utexaminerades 1972 från Indiana University och avlade sedan 1974 sin MBA vid University of Notre Dame. Han var medarbetare åt kongressledamoten, senare senatorn Dan Coats 1983-1984 och 1988-1993.
Souder besegrade sittande kongressledamoten Jill Long i kongressvalet 1994. Han omvaldes sju gånger. Souder avgick år 2010 och Marlin Stutzman fyllnadsvaldes till representanthuset.